# 경상일보
경상일보(慶尙日報)는 울산광역시에서 발행한 일간 신문이다. 울산광역시 남구 북부순환도로 17(무거동)에 있다.

## 역사
울산권 최초의 1989년 5월 15일 창간하였으며, 1997년 1월 조간으로 변경하였다. 현재는 한국 ABC협회 인증 부수 가입을 맡고 있다.

## 통계
| 발행 부수(울산)               | 발행 부수(울산) | 발행 부수(울산) | 발행 부수(울산) | 발행 부수(울산) |
| 2010년                        | 2012년          | 2014년          | 2017년          | 비고            |
| ----------------------------- | --------------- | --------------- | --------------- | --------------- |
| 19,756                        | 20,257          | 20,679          | 19,888          |                 |
| 출처: 한국ABC협회, 미디어오늘 |                 |                 |                 |                 |